# Nivologia

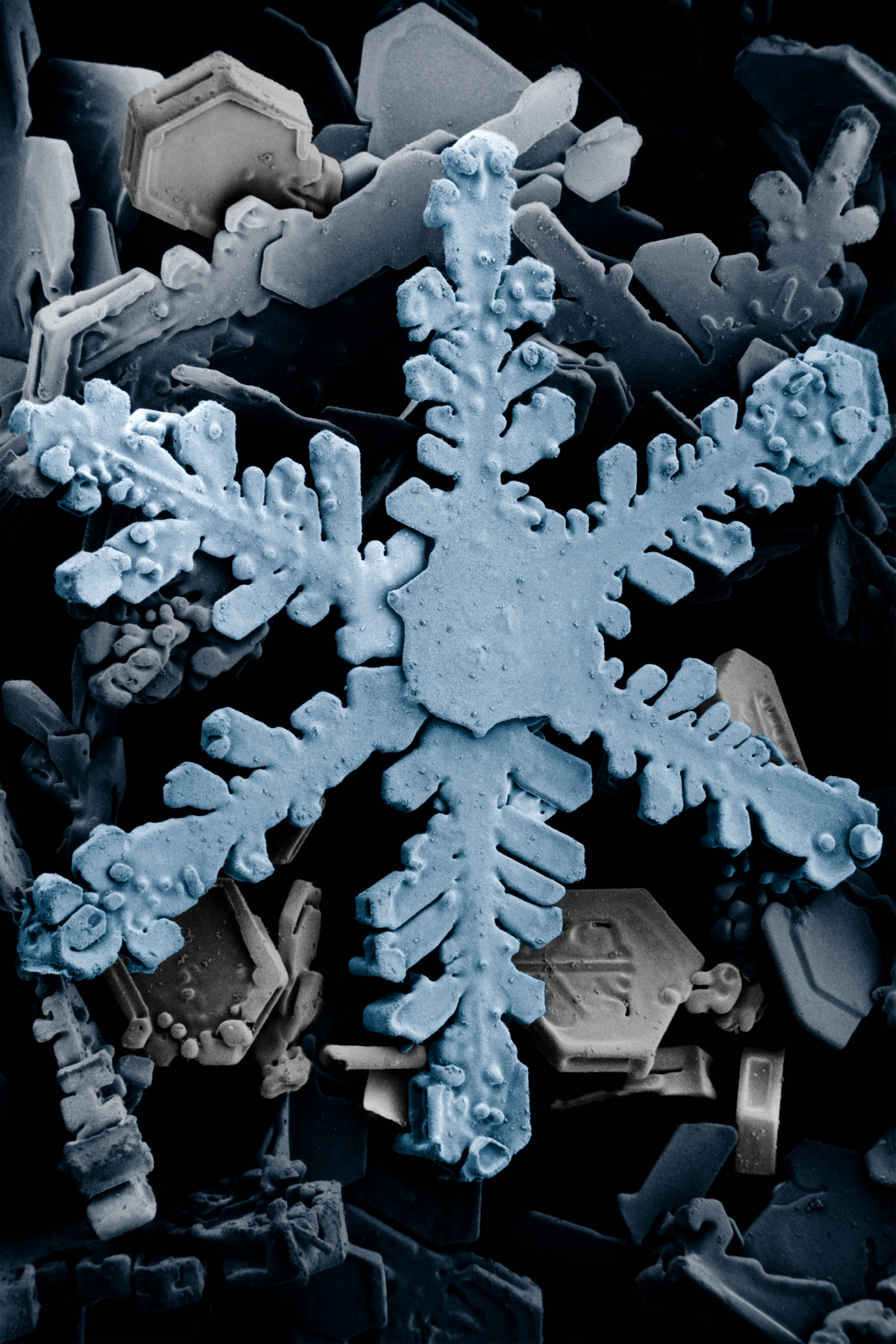
Cristallo di neve

La nivologia, derivazione specialistica della meteorologia, è la scienza che studia le caratteristiche fisico-chimiche della neve, intesa sia come precipitazione nevosa che come manto nevoso.
In particolare la nivologia studia l'influenza del complesso di condizioni meteorologiche quali pressione atmosferica, temperatura dell'aria, vento, precipitazioni, ecc. sull'insieme delle caratteristiche del manto nevoso quali densità e sue discontinuità, cambiamenti di stato, forma cristallina, vaporizzazione, sublimazione, condensazione, ecc. che ne influenzano la stabilità, favorendo o innescando quindi i fenomeni di valanga.
Sbocco pratico della nivologia è infatti il rilievo sistematico dei dati del manto nevoso in abbinamento a quelli meteorologici per informare popolazioni residenti e turisti della montagna sul cosiddetto "Rischio Valanga".
La nascita della nivologia scientifica in Europa risale al 1932 con la costituzione della prima "Commissione per le Valanghe", da parte del governo federale svizzero, dalla quale, nel 1942, deriva l'"Istituto Federale Svizzero per lo Studio della Neve e delle Valanghe".
Negli Stati Uniti, dopo gli studi di Bentley che nei primi decenni del XX secolo classificò e fotografò più di 600 tipi di cristalli di ghiaccio, nacque ad Alta nello Utah, nel 1937, il primo "Corpo di Guardie della Neve".
In Italia i primi approcci scientifici alla nivologia risalgono al 1967 con l'istituzione della "Commissione Neve e Valanghe" nell'ambito del "Comitato Scientifico del Club Alpino Italiano".